# Matthieu Udol
Matthieu Udol (Metz, 20 de março de 1996) é um futebolista francês que atua como lateral-esquerdo. Atualmente, atua pelo Lens.

## Carreira
Matthieu Udol começou a carreira no Metz.
Em 15 de julho de 2025, foi anunciado como novo reforço do Lens.